# Sphecosoma rufipes
Sphecosoma rufipes är en fjärilsart som beskrevs av Rothschild 1911. Sphecosoma rufipes ingår i släktet Sphecosoma och familjen björnspinnare. Inga underarter finns listade i Catalogue of Life.